# Glyptaesopus proctorae
Glyptaesopus proctorae é uma espécie de gastrópode do gênero Glyptaesopus, pertencente a família Borsoniidae.